# Гільєрмо Явар
Гільєрмо Явар (ісп. Guillermo Yávar, нар. 26 березня 1943, Сантьяго) — чилійський футболіст, півзахисник. По завершенні ігрової кар'єри — тренер. Виступав, зокрема, за клуб «Універсідад де Чилі», а також національну збірну Чилі.

## Клубна кар'єра
У дорослому футболі дебютував 1961 року виступами за команду «Депортес Магальянес», в якій провів п'ять сезонів, після чого перейшов у «Універсідад де Чилі». Відіграв за команду із Сантьяго наступні п'ять сезонів своєї ігрової кар'єри. Більшість часу, проведеного у складі «Універсідад де Чилі», був основним гравцем команди і допоміг їй тричі, в 1967, 1969 і 1971 роках стати чемпіоном Чилі.
Згодом з 1971 по 1973 рік грав у складі команди «Уніон Еспаньйола», де він ще раз став чемпіоном Чилі і став, з 21-м голом найкращим бомбардиром чемпіонату 1973 року.
Надалі грав у складі клубів «Універсідад де Чилі», «Універсідад Католіка», «О'Хіггінс», «Кобрелоа» та «Аудакс Італьяно», а завершив ігрову кар'єру у клубі «Депортес Авіасьйон» 1981 року.

## Виступи за збірну
14 жовтня 1964 року дебютував в офіційних іграх у складі національної збірної Чилі в матчі Кубка Карлоса Діттборна проти Аргентини (1:1).
У складі збірної був учасником чемпіонату світу 1966 року в Англії, зігравши в одному матчі проти СРСР (1:2). А на наступному для збірної чемпіонаті світу 1974 року у ФРН Явар зіграв у двох матчах — проти Східної Німеччини та Австралії, втім на обох турнірах команда не подолала груповий етап. При цьому матч проти австралійців став для Гільєрмо останнім за збірну, в якій півзахисник зіграв 26 офіційних матчів і забив 2 голи.

## Кар'єра тренера
Розпочав тренерську кар'єру невдовзі по завершенні кар'єри гравця, 1983 року, очоливши тренерський штаб клубу «Ньюбленсе».
Протягом тренерської кар'єри також очолював команди «Кобрелоа», «Провінсіаль Осорно», «Уніон Еспаньйола», «Депортес Ла-Серена» та «Депортес Магальянес».
Останнім місцем тренерської роботи був клуб «Провінсіаль Осорно», головним тренером команди якого Гільєрмо Явар був протягом 2002 року.

## Титули і досягнення
- Чемпіон Чилі (4):

«Універсідад де Чилі»: 1965, 1967, 1969
«Уніон Еспаньйола»: 1973